# Dorian Bay
Die Dorian Bay (französisch Anse Dorian, in Argentinien Bahía Dorian, in Chile Caleta Dorian) ist eine Bucht an der nordwestlichen Küste der Wiencke-Insel im Palmer-Archipel vor der Westküste der Antarktischen Halbinsel. Sie liegt 800 m ostnordöstlich des Damoy Point.
Teilnehmer der Vierten Französischen Antarktisexpedition (1903–1905) unter der Leitung des Polarforschers Jean-Baptiste Charcot entdeckten sie. Charcot benannte sie nach dem mit ihm befreundeten und entfernt verwandten französischen Politiker Paul François Marc Antoine Ménard-Dorian (1846–1907), einem Abgeordneten der Chambre des députés. Nachdem Wissenschaftler der britischen Discovery Investigations nach Vermessungen der Bucht zwischen 1927 und 1928 die französische Benennung ins Englische überführt hatten, wurde diese 1951 vom Advisory Committee on Antarctic Names und 1953 vom UK Antarctic Place-Names Committee offiziell anerkannt.